# منيف السويدي
منيف السويدي مواليد 22 يوليو 1996 في حائل، السعودية، هو لاعب كرة قدم سعودي يلعب في نادي اللواء.

## مسيرة اللاعب
لعب في نادي الجبلين و أولمبي نادي الشباب ونادي البكيرية ونادي الريان ونادي النجمة ونادي الشعلة و و نادي جرش ونادي اللواء.